# Юлёнен, Вильхо
Вильхо Ильмари Юлёнен (фин. Vilho Ilmari Ylönen; 31 марта 1918 — 8 марта 2000) — финский стрелок, призёр Олимпийских игр.
Родился в Ханкасалми. В 1948 году на зимних Олимпийских играх в Санкт-Морице он принял участие в показательных соревнованиях военных патрулей, где финская команда заняла второе место. В 1952 году он принял участие в Олимпийских играх в Хельсинки и завоевал серебряную медаль в стрельбе из малокалиберной винтовки из трёх положений на дистанции 50 м. В 1956 году на Олимпийских играх в Мельбурне он завоевал бронзовую медаль в стрельбе из винтовки из трёх положений на дистанции 300 м. Вильхо Юлёнен также принимал участие в Олимпийских играх 1960 и 1964 годов, но медалей не завоевал.